# Nadejda Naliotkina
Nadejda Igorevna Naliotkina (en russe : Надежда Игоревна Налёткина) (née Bogdanova le 24 juillet 1976 à Tomsk) est une ancienne joueuse de volley-ball russe. Elle mesure 1,86 m et jouait au poste d'attaquante. 

## Clubs
Tout au long de sa carrière, Nadejda Naliotkina aura joué dans 6 clubs au total, donc 5 en professionnels :
| Club                  | De        | À         |
| --------------------- | --------- | --------- |
| Oussouri Khabarovsk   | 1991-1992 | 1992-1993 |
| Spoutnik Novossibirsk | 1993-1994 | 2000-2001 |
| Fakel Novy Ourengoï   | 2001-2002 | 2004-2005 |
| Stinol Lipetsk        | 2005-2006 | 2008-2009 |
| Avtodor-Metar         | 2009-2010 | 2009-2010 |
| Indesit Lipetsk       | 2010-2011 | 2015-2016 |